# 維奧拉 (愛達荷州)
維奧拉（英語：Viola）是位於美國愛達荷州拉塔縣的一個非建制地區。該地的面積和人口皆未知。

## 地理
維奧拉的座標為46°50′19″N 117°01′29″W / 46.83861°N 117.02472°W，而該地的平均海拔高度為802米（即2631英尺）。